# Powers of Ten
Powers of Ten (în română Puteri ale lui zece) este un film documentar de scurt metraj realizat de Charles și Ray Eames în două etape. Un prototip intitulat A Rough Sketch for a Proposed Film Dealing with the Powers of Ten and the Relative Size of Things in the Universe a fost creat în 1968; proiectul a fost finalizat în 1977 sub titlul Powers of Ten: A Film Dealing with the Relative Size of Things in the Universe and the Effect of Adding Another Zero. Filmul este o adaptare a cărții Cosmic View: The Universe in 40 jumps de Kees Boeke  și a generat, la rândul său, o versiune revizuită a cărții.  Este folosită tehnica transfocării (zoom) pentru a prezenta, într-un decupaj de 42 de cadre comentate de fizicianul Philip Morrison, imagini din Univers, cu dimensiuni liniare variind de la 10-16 m până la 1024 m, accesibile observației la sfârșitul mileniului al II-lea, în pași echidistanți în scară logaritmică cu baza 10. Cu alte cuvinte, dimensiunile liniare a două cadre succesive cresc (sau descresc) cu un factor 10.
În 1998, filmul Powers of Ten a fost selectat de Biblioteca Congresului Statelor Unite ale Americii pentru a fi păstrat în National Film Registry, ca fiind „cultural, istoric sau estetic semnificativ”. 

## Sinopsis
Într-o după amiază însorită de început de octombrie, o pereche de tineri face un picnic pe pajiște într-un parc din Chicago, pe malul lacului Michigan. Au adus cu ei, pe lângă coșul cu merinde, material de lectură: un număr din Scientific American, unul din Science și cartea The Voices of Time, de J.T. Fraser. Siesta care urmează reprezintă cadrul inițial al filmului: un pătrat cu latura de 1 m, filmat în direcție verticală de deasupra, de la distanța de 1 m. Apoi aparatul de filmat se îndepărtează pe verticală, înregistrând în zoom out o succesiune de cadre, de dimensiuni crescânde, fiecare cu durata de 10 s. Apar pe rând parcul, cu mașinile circulând pe strada alăturată și cu ambarcațiunile din port; orașul Chicago; lacul Michigan în întregime; continentul nord-american; globul terestru. Când acesta dispare în depărtare, vedem orbita Lunii în jurul Pământului; mișcarea acestuia pe orbită în jurul Soarelui; sistemul solar cu orbitele planetelor. Tot mai îndepărtat, Soarele nu se mai distinge printre multitudinea de stele, sfere de gaz care radiază energie produsă în reacții nucleare; devin vizibili nori de stele și de gaze, regiuni întunecate ocupate de praf cosmic. Apar în totalitate Calea Lactee, cu structura sa spirală; galaxiile satelite Norii lui Magellan; îngrămădiri de galaxii. La distanțe de ordinul a 1024 m spațiul apare aproape gol, cu galaxii semănate rar, ca niște fire de praf; un nou zoom nu ar arăta o structură diferită.
Ajuns la limita Universului observabil, filmul revine la cadrul inițial printr-un zoom in rapid (un cadru la 2 s), de unde continuă în ritmul inițial (un cadru la 10 s). Examinează dosul mâinii bărbatului care doarme; detaliază structura pielii; intră într-un vas capilar prin care curge sângele; examinează o leucocită și pătrunde în interiorul nucleului acesteia, care găzduiește mecanismul eredității, sub forma de molecule ADN. Detaliază structura lor de dublă spirală construită din blocuri care reprezintă „literele” cu care este scris codul genetic. Într-un grup format din trei atomi de hidrogen legați de un atom de carbon, deslușește electronii carbonului, care nu sunt vizibili individual, ci apar ca un roi în jurul unui nucleu masiv și compact format din 12 nucleoni: șase protoni și șase neutroni, strâns legați laolaltă prin forțele nucleare. Mai departe, când un singur nucleon ajunge să umple cadrul, filmul atinge limita a ce era cunoscut în anul 1977: structura nucleonilor, alcătuiți (probabil, pe atunci) din elemente numite quarkuri, reprezentate convențional prin culori care să simbolizeze proprietățile acestora. Comentariul final al naratorului: Călătoria noastră ne-a condus prin 40 de puteri ale lui 10; dacă acum cadrul este o unitate, atunci când priveam îngrămădiri de galaxii el era 1040, adică 1 urmat de 40 de zerouri.